# Kostel Čtrnácti svatých pomocníků (Kadaň)
Poutní kostel Zvěstování Panny Marie a Čtrnácti svatých pomocníků v Kadani se nachází na ostrohu nad řekou Ohří na jihozápadním okraji Kadaně při staré cestě do Klášterce nad Ohří. Je chráněn jako kulturní památka České republiky.

## Historie poutního místa

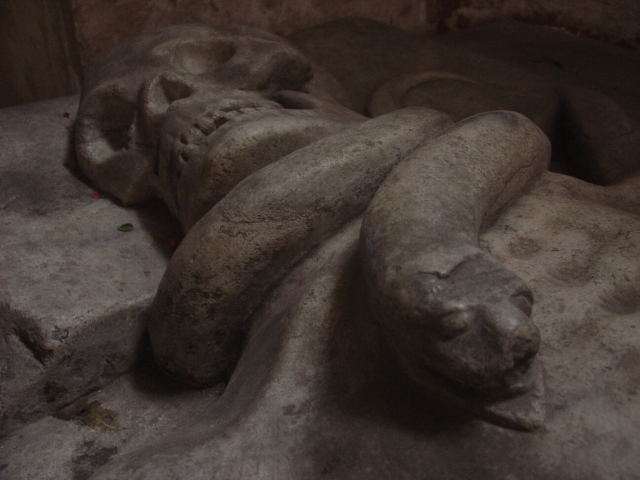
Detail pohřební tumby Jana Hasištejnského z Lobkovic v kostele františkánského kláštera v Kadani.

### Legendy
Původně gotický františkánský klášterní kostel, vysvěcený roku 1480 a rozšířený roku 1749, se těšil od svého vzniku zbožné úctě věřících. Ke zrodu zdejšího poutního místa se pojí legenda, která říká, že v místě dnešního oltáře zasvěceného Čtrnácti svatým pomocníkům bylo původně popraviště. Šlechtic, který zde měl být oběšen, snad pro odpor k panovníkovi, cestou na popraviště litoval svých skutků a prosil skrze svaté pomocníky Boha o odpuštění. Na šibenici visel tři dny a tři noci, avšak nezemřel. Vzhledem k tomuto zázraku jej kadaňští radní osvobodili. Popraviště bylo přeloženo na druhý konec města a na místě zázraku byla vystavěna kaple zasvěcená Čtrnácti svatým pomocníkům. V legendách se také hovoří o posvěcení zázračné studánky františkánským kazatelem a generálním vikářem řádu, sv. Janem Kapistránem v období okolo poloviny 15. století. Naopak jedna žena, která se Čtrnácti svatým pomocníkům rouhala, byla do hodiny potrestána a porodila čtrnáct dětí. Na místě porodu v blízkosti města za Svatou branou je první kaple, která zahajuje řadu čtrnácti kaplí s vyobrazením křížové cesty, která končí ve františkánském kostele. Na této první kapličce je ve štítu vyobrazena žena se čtrnácti dětmi v peřinkách. Pod tímto výjevem byl text s uvedenou legendou.

### Založení kostela
Odhlédnuto od legend, byl skutečným zakladatelem kostela a kláštera známý český poutník ke Svatému hrobu Jan Hasištejnský z Lobkovic (1450–1517). Tento ve své době velmi vzdělaný šlechtic napsal a vydal známou knihu Putování ke svatému hrobu (1515) a Zprávu o naučení synu Jaroslavovi. Ve Svaté zemi byl zbožný rytíř v letech 1493–1494 a po návratu prý založil františkánský klášter a vybral po něj návrší za městem. Během několika let byl dokončen prostorný kostel s jedním hlavním a čtyřmi bočními oltáři. Vzdálenost od radnice ke klášteru prý přesně odpovídá vzdálenosti od domu Pontského Piláta na Golgotu v Jeruzalémě. V chrámu, kde byl Jan Hasištejnský pohřben v kamenné hrobce, je i řada dalších významných památek.
Úcta ke Čtrnácti svatým pomocníkům bývala v Kadani vždy velká a zvláště kvetla v 17. a 18. století. Později od josefínských reforem obliba tohoto poutního místa klesala, ale ještě na počátku 20. století sem přicházelo ročně na 1200 poutníků.

### Obnova
Od roku 1995 je klášter s kostelem vyhlášen národní kulturní památkou. Příprava na jeho obnovení začala na přelomu třetího tisíciletí a rekonstrukce kostela probíhala v letech 2016–2021. V sobotu 21. srpna 2021 litoměřický biskup Jan Baxant obnovený kostel znovu požehnal po rekonstrukci.
Duchovní správci kostela než proběhla v roce 1950 Akce K, byli většinou členové místní františkánské komunity. Poté jsou uvedeni na stránce kadaňského děkanství.

## Architektura

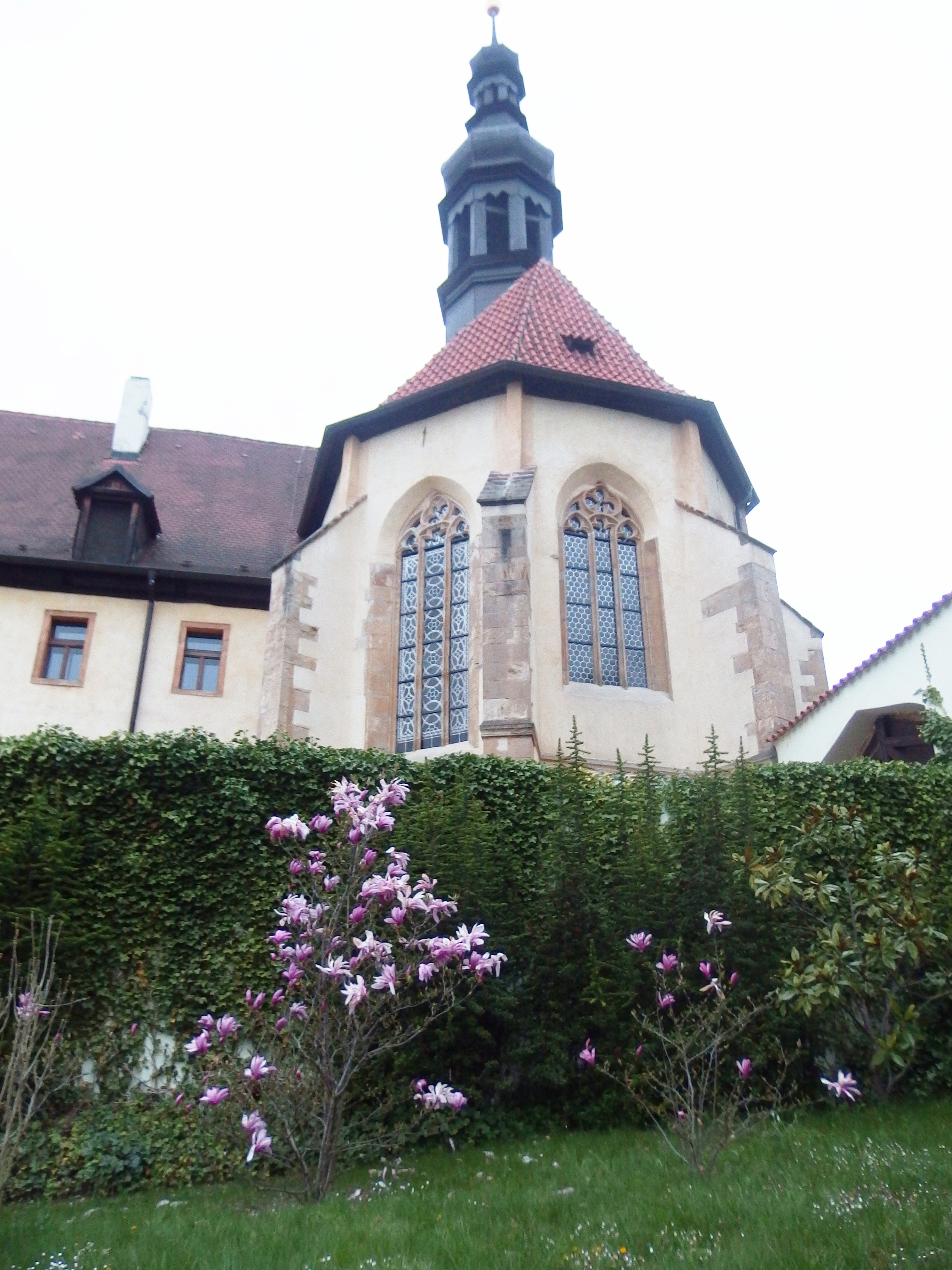
Chór kostela

Jedná se o pseudobazilikální pilířové trojlodí s podélně uzavřeným presbytářem. Střední loď byla roku 1749 na západě prodloužena o mnišský chór s kruchtou. Presbytář je připisován chebskému staviteli E. Bauerovi. V jeho klenbu tvoří tři pole křížové klenby a v závěru má klenbu žebrovou. Presbytář má hrotitá okna a dosud zachované kružby. V trojlodí se nachází síťová žebrová klenba, v jižní a severní boční lodi svorníky s kamenickými značkami. Severní předsíň má hrotitý portál, který je členěn oblouny a výžlabky. Pochází z období kolem roku 1480. Na severní straně trojlodí jsou dvě kaple. Jedna je zasvěcena sv. Antonínu Paduánskému, druhá sv. Anně.

### Kaple svatého Antonína Paduánského
Byla postavena roku 1664. Je podélná, má valenou klenbu a fresku ze života sv. Antonína, která je datována chronogramem 1753. Zřejmě se jedná o dílo kadaňského F.M. Vogeta. Oltář pocházející z roku 1705 má bohatou sloupovou architekturu. Je na něm původní obraz sv. Antonína a dvě sochy z roku 1860, které znázorňují sv. Kryštofa a sv. Jana Křtitele. Při vstupu do kaple je železná kovaná mříž z roku 1710.

### Kaple svaté Anny
Kaple sv. Anny nazývaná také Umrlčí byla postavena nákladem N. Schmidta ze Schmidtfeldu v roce 1699. Je čtvercového půdorysu se zkosenými rohy. Je sklenuta kupolovou klenbou s lucernou z druhé poloviny 18. století. Kupole je zdobena freskami Nalezení a Povýšení svatého Kříže z období kolem roku 1775 od J. Fuxe. Barokní oltář z roku 1723 je točitými sloupy. Je na něm obraz Uctívání svatého Kříže a sochy sv. Petra a sv. Pavla.

### Vybavení
Hlavní oltář byl postaven v roce 1752 na místě předchozí gotické archy. Oltář má bohatou barokní architekturu z kadaňské dílny K.J. Waitzmanna. Nacházejí se na něm dvě dvojice točitých sloupů a prolamovaný volutový nástavec. Jsou zde sochy sv. Františka Serafinského a sv. Antonína Paduánského. Na oltářním obraze je Zvěstování Panny Marie. Před oltářem se nachází balustrové zábradlí (tzv. mřížka) z roku 1682. V lodi se nacházejí boční oltáře.

#### Boční oltáře na severní straně
- Oltář Panny Marie je barokní a pochází z konce 17. století. Částečně byl upraven v roce 1768. Jsou na něm sochy sv. Václava a sv. Kateřiny. Dodatečně byl doplněn soškou sv. Jana Nepomuckého.

- Oltář Panny Marie Bolestné se nachází u pilíře. Původně byl zasvěcen sv. Wolfgangovi. Z tohoto pozdně gotického oltáře z roku 1480 se zachovala kamenná menza. Současný oltář má barokní architekturu s dvěma dvojicemi sloupů. Pochází z roku 1682. Od roku 1893 je na místě původního obrazu sv. Wolfganga novogotická Pieta.

#### Boční oltáře na jižní straně
- Oltář sv. Františka Serafinského má pozdně gotickou menzu. Jeho barokní část z roku 1682 byla upravena roku 1763. Obraz sv. Františka Serafinského pochází z konce 17. století. Jsou zde sochy představující sv. Bonaventuru a sv. Ludvíka.

- Oltář Čtrnácti svatých pomocníků je u pilíře kostela. Má původní pozdně gotickou menzu a dřevěnou sochu Panny Marie pod baldachýnem. Oltář má barokní volutovou architekturu z roku 1723. Baldachýn byl doplněn na počátku 2. poloviny 18. století. V zasklené skříni (svatyňce) jsou sošky Čtrnácti sv. pomocníků ze 17. století. Sošky jsou barokními kopiemi z roku 1682 pozdně gotických originálů z 2. poloviny 15. století. Železná mříž kolem oltáře pochází z 2. poloviny 17. století.

Kazatelna je z roku 1672. Korpus kazatelny je členěn točenými sloupky, které se střídají se stylizovanými palmovými kmeny. Jsou zde reliéfní sošky evangelistů a církevních učitelů. Zpovědnice je barokní s boltcovými řezbami z roku 1683. Další zpovědnice je s akantovými řezbami z roku 1707. V jižní boční lodi je velký lunetový obraz fundace kláštera z roku 1704, s pohledem na město Kadaň s fundátorem. Varhany z roku 1750 pocházejí od pražského varhanáře F. Schwabela. Jsou rokokové a mají dvoudílný prospekt. V presbytáři je socha sv. Šebestiána v životní velikosti, snad dílo Ulricha Creutze. V sakristii je desková malba Ukřižování z období kolem roku 1520.

### Náhrobníky
- Při severní zdi presbytáře se nachází mramorová tumba Jana z Lobkovic († 1517). Je na něm ležící postava zemřelého. Po stranách tumby jsou erby a signování „Ulrich Creucz“ s kamenickou značkou. Do 18. století byl spojen s pozdně gotickým oltářem Čtrnácti sv. pomocníků v chóru řeholníků za dnešním hlavním oltářem.
- Ve zdi presbytáře za hlavním oltářem se nachází figurální náhrobník člena rodu Lobkoviců. Je pozdně gotický z roku 1516 od U. Creutze.
- Pod hlavním oltářem je náhrobek Václava Hasištejnského z Lobkovic (zemřel 1520).
- Na pilíři proti oltáři Panny Marie Bolestné je náhrobek horníka Kryštofa Meynera z Annaberku s reliéfy z roku 1735.
- V západní části hlavní lodi je v dlažbě náhrobník s mosaznou kartuší kadaňského měšťana Mikuláše Leysse z roku 1535.
- V dlažbě jižní boční lodi je částečně zašlapaný náhrobník Dětřicha z Vitzthumu, zřejmě od U. Creutze z roku 1517 a další zašlapané náhrobníky.
- Ve východní stěně severní boční lodi se nachází náhrobník Jana Bartoloměje Sultznera z Kleefeldtu (zemřel 1643).
- V severní předsíni je nápisový náhrobník Mikuláše II. z Lobkovic (zemřel 1462).

Na průčelí kaple sv. Antonína jsou tři pískovcové sochy světců františkánské řehole pocházející z 1. poloviny 18. století.